# Piper cordoncillo
Piper cordoncillo är en pepparväxtart som beskrevs av William Trelease. Piper cordoncillo ingår i släktet Piper och familjen pepparväxter. Inga underarter finns listade i Catalogue of Life.